# Legendre-Transformation
Die Legendre-Transformation (nach Adrien-Marie Legendre) gehört zu den Berührungstransformationen und dient als wichtiges mathematisches Verfahren zur Variablentransformation.
Eine Verallgemeinerung der Legendre-Transformation auf allgemeine Räume und nicht-konvexe Funktionen ist die Legendre-Fenchel-Transformation (auch Konvex-Konjugierte genannt).

## Definition

### In einer Variablen
Sei {\displaystyle f\colon D\subseteq \mathbb {R} \to \mathbb {R} } eine streng konvexe Funktion einer reellen Variablen. Die Legendre-Transformierte {\displaystyle f^{*}\colon D^{*}\to \mathbb {R} } ist dann definiert als
{\displaystyle f^{*}(u)=\sup _{x\in D}(ux-f(x)),\quad u\in D^{*}:=\left\{u\in \mathbb {R} :\sup _{x\in D}(ux-f(x))<\infty \right\}}
Dabei ist mit {\displaystyle \sup } das Supremum gemeint.
Für eine differenzierbare streng konvexe Funktion {\displaystyle f\colon D\subseteq \mathbb {R} \to \mathbb {R} } mit invertierbarer erster Ableitung lässt sich das Supremum mit Mitteln aus der elementaren Analysis auswerten. Die Funktion {\displaystyle x\mapsto ux-f(x)} nimmt wegen der strengen Konkavität von {\displaystyle ux-f(x)} an der (eindeutigen) Stelle, an der die Ableitung {\displaystyle 0} ist, ein absolutes Maximum an. Daraus folgt, dass an der Stelle {\displaystyle x(u)=(f')^{-1}(u)} das Supremum in {\displaystyle f^{*}} angenommen wird. Somit gilt:
{\displaystyle f^{*}(u)=ux(u)-f(x(u))=u\,(f')^{-1}(u)-f((f')^{-1}(u))}

### In mehreren Variablen
Ähnlich wie in einer Dimension kann die Legendre-Transformation auch in höheren Dimensionen definiert werden. Sei {\displaystyle X\subset \mathbb {R} ^{n}} konvex und {\displaystyle f\colon X\to \mathbb {R} } eine streng konvexe Funktion. Dann ist die Legendre-Transformierte {\displaystyle f^{*}\colon D^{*}\to \mathbb {R} } mit Definitionsmenge {\displaystyle D^{*}:=\left\{u\in \mathbb {R} ^{n}:\sup _{x\in X}(\langle u,x\rangle -f(x))<\infty \right\}} und Standardskalarprodukt {\displaystyle \langle \cdot ,\cdot \rangle } definiert als
{\displaystyle f^{*}(u)=\sup _{x\in X}(\langle u,x\rangle -f(x)),\quad u\in D^{*}}

## Geometrische Bedeutung

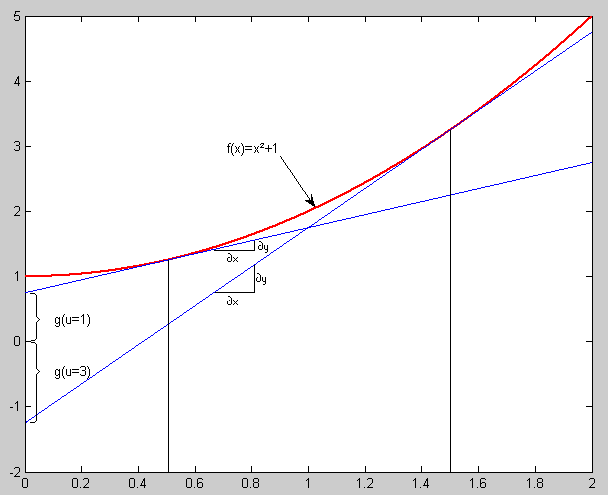
Anschauliche Darstellung der Legendre-Transformation. In dieser Abbildung ist.

Geometrisch lässt sich der Sachverhalt wie in der Abbildung veranschaulichen: Die Kurve (rot) kann, statt die Punktmenge anzugeben, aus der sie besteht, auch durch die Menge aller Tangenten charakterisiert werden, die sie einhüllen. Genau das passiert bei der Legendre-Transformation. Die Transformierte {\displaystyle f^{*}(u)=ux(u)-f(x(u))} ordnet der Steigung {\displaystyle u} einer jeden Tangente deren negativen y-Achsenabschnitt zu. Es ist also eine Beschreibung derselben Kurve – nur über einen anderen Parameter, nämlich {\displaystyle u} statt {\displaystyle x}.

## Beispiele
- Gegeben sei die Funktion {\displaystyle f(x)=x^{2}+1}. Dann gilt {\displaystyle u=f'(x)=2x}, also

{\displaystyle x(u)=(f')^{-1}(u)={\frac {u}{2}}}.
Als Legendre-Transformierte {\displaystyle f^{*}} von {\displaystyle f} ergibt sich damit
{\displaystyle f^{*}(u)=ux(u)-f(x(u))={\frac {u^{2}}{2}}-\left({\frac {u^{2}}{4}}+1\right)={\frac {u^{2}}{4}}-1}.
- Für die Exponentialfunktion {\displaystyle f(x)=e^{x}}  gilt {\displaystyle u=f'(x)=e^{x}}, also

{\displaystyle x(u)=(f')^{-1}(u)=\ln(u)}.
Als Legendre-Transformierte {\displaystyle f^{*}} von {\displaystyle f} ergibt sich damit
{\displaystyle f^{*}(u)=ux(u)-f(x(u))=u\ln(u)-u}
für {\displaystyle u>0}.
- Gegeben sei eine symmetrische und  positiv definite Matrix {\displaystyle A\in \mathbb {R} ^{n\times n}}. Dann ist die durch {\displaystyle A} definierte quadratische Form {\displaystyle f\colon \mathbb {R} ^{n}\to \mathbb {R} } mit {\displaystyle f(x)=\langle x,Ax\rangle } eine konvexe Funktion. Die durch {\displaystyle g(x)=\langle u,x\rangle -f(x)} mit {\displaystyle u\in \mathbb {R} ^{n}} definierte Funktion hat den Gradienten {\displaystyle u-2Ax} und die negativ definite Hesse-Matrix {\displaystyle -2A}. Die Funktion {\displaystyle g} nimmt daher an der Stelle {\displaystyle x={\tfrac {1}{2}}A^{-1}u} ihr eindeutig bestimmtes globales Maximum an, d. h. für die Legendre-Transformierte {\displaystyle f^{*}} von {\displaystyle f} gilt

{\displaystyle f^{*}(u)=\sup _{x\in \mathbb {R} ^{n}}(\langle u,x\rangle -f(x))=g\left({\tfrac {1}{2}}A^{-1}u\right)={\tfrac {1}{4}}\langle u,A^{-1}u\rangle }.

## Bei Abhängigkeit von mehreren Variablen
Die Änderung der Abhängigkeit einer Funktion {\displaystyle f(x,y)} von einer unabhängigen Variablen {\displaystyle x} zu einer anderen {\displaystyle u} mittels einer partiellen Ableitung von {\displaystyle f} nach {\displaystyle x} ist:
{\displaystyle u={\frac {\partial f}{\partial x}}}.
Hierbei stellt {\displaystyle u(x,y)} geometrisch die Steigung in x-Richtung der Tangentenebene an die Funktion {\displaystyle f(x,y)} dar. Daher spricht man von Berührungstransformation. Die Funktion {\displaystyle F(u,y)} wird als Legendre-Transformierte bezüglich der Variablen {\displaystyle x} bezeichnet.
Die Legendre-Transformierte lässt sich wie folgt herleiten. Der Wert von {\displaystyle f(x,y)} kann alternativ als
{\displaystyle f(x,y)\approx f(x_{0},y)+{\frac {\partial f}{\partial x}}\Delta x,\;\Delta x=x-x_{0}}
geschrieben werden. Definiert man nun {\displaystyle f(x_{0},y)\equiv F(u,y)}, erhält man für die Legendre-Transformierte
{\displaystyle F(u,y)=f(x,y)-{\frac {\partial f}{\partial x}}\Delta x}.
Meistens wird {\displaystyle x_{0}=0} gewählt, und somit folgt
{\displaystyle F(u,y)=f(x,y)-{\frac {\partial f}{\partial x}}x}.
Für letztere Definition ist die Legendre-Transformierte die {\displaystyle y}-Komponente des Schnittpunkts der Tangentenebene an {\displaystyle f(x,y)} mit der Ebene {\displaystyle x=0}. Für Funktionen in der Ebene spricht man vom Achsenabschnitt (siehe auch Geradengleichung).
Praktisch erfolgt also der Austausch der unabhängigen Variablen durch Subtraktion des Produkts aus alter und neuer Variable {\displaystyle ux} von der Ausgangsfunktion:
{\displaystyle F(u,y)=f(x,y)-ux}.
Dies wird auch bei Betrachtung des totalen Differentials der Legendre-Transformierten deutlich:
{\displaystyle \mathrm {d} (f(x,y)-ux)=\mathrm {d} f(x,y)-x\,\mathrm {d} u-u\,\mathrm {d} x={\frac {\partial f}{\partial x}}\mathrm {d} x+{\frac {\partial f}{\partial y}}\mathrm {d} y-x\mathrm {d} u-u\mathrm {d} x={\frac {\partial f}{\partial y}}\mathrm {d} y-x\,\mathrm {d} u=\mathrm {d} F(u,y)}.

## Verallgemeinerungen

### Legendre-Fenchel-Transformation
Die Legendre-Fenchel-Transformation (auch Konvex-Konjugierte genannt), ist die Verallgemeinerung der Legendre-Transformation für allgemeine Funktionen. Sei {\displaystyle f:X\to \mathbb {R} \cup \{\infty \}} eine Funktion, dann ist die Legendre-Fenchel-Transformation {\displaystyle \Lambda _{f}^{*}:X^{*}\to \mathbb {R} \cup \{\infty \}}, also eine Funktion auf dem topologischen Dualraum {\displaystyle X^{*}}, gegeben durch
{\displaystyle \Lambda _{f}^{*}(x^{*})=\sup \limits _{x\in X}\{\langle x,x^{*}\rangle -f(x)\}}
wobei es sich bei {\displaystyle \langle .,.\rangle } um die duale Paarung handelt.

## Anwendungsgebiete
Verwendung in der Physik findet die Legendre-Transformation vor allem in der (statistischen) Thermodynamik (z. B. Umwandlung der Fundamentalgleichung bzw. beim Übergang zwischen thermodynamischen Potentialen unter verschiedenen Randbedingungen) und beim Übergang von der Lagrangeschen zur Hamiltonschen Mechanik (Lagrange-Funktion zu Hamilton-Funktion). In der Thermodynamik verwendet man die untere Vorzeichenkonvention ({\displaystyle g=f-ux}).
Die Legendre-Transformation spielt – wie die Berührungstransformationen insgesamt – des Weiteren eine Rolle in der Mechanik, der Variationsrechnung und in der Theorie der partiellen Differentialgleichungen 1. Ordnung. In der Mechanik verwendet man die obere Vorzeichenkonvention ({\displaystyle g=ux-f}).

## Beispiele von Anwendungen in der Physik
In der analytischen Mechanik gewinnt man durch Legendre-Transformation aus der Lagrangefunktion die Hamiltonfunktion und umgekehrt:
{\displaystyle H(q,p)=p\,{\dot {q}}(q,p)-L(q,{\dot {q}}(q,p))\quad {\text{mit}}\quad p={\frac {\partial L}{\partial {\dot {q}}}}}
In der Thermodynamik kann man durch Legendre-Transformation aus der Fundamentalgleichung der Thermodynamik die thermodynamischen Potentiale ableiten. Dabei findet beispielsweise ein Übergang von der inneren Energie {\displaystyle U} (abhängig von der Entropie {\displaystyle S}) zur Helmholtz-Energie {\displaystyle F} (abhängig von der Temperatur {\displaystyle T}) statt. Im Fall eines idealen Gases gilt also:
{\displaystyle F(T,V,N)=U(S,V,N)-\left({\frac {\partial U}{\partial S}}\right)_{V,N}\cdot S=U-TS}.
Die hier verwendete Ableitungsnotation bedeutet Ableitung der Funktion {\displaystyle U(S,V,N)} nach {\displaystyle S}, wobei {\displaystyle V} und {\displaystyle N} konstant gehalten werden.
Analog dazu ist auch ein Übergang von einem thermodynamischen Potential zu einem anderen möglich, beispielsweise von der Enthalpie {\displaystyle H} zur Gibbs-Energie {\displaystyle G}:
{\displaystyle G(T,p,N)=H(S,p,N)-\left({\frac {\partial H}{\partial S}}\right)_{p,N}\cdot S=(U+pV)-TS}.
Auf die gleiche Weise erhält man auch die anderen thermodynamischen Potentiale, wobei durch eine Legendre-Transformation immer eine generalisierte Koordinate durch die konjugierte thermodynamische Kraft ersetzt wird.